# 미친 사람들
＜미친 사람들＞(What the Butler Saw)은 극작가 조 오튼이 사망한 직후인 1969년 초연되었다. 사회 규범과 권위에 도전하는 주제를 담고 있는 부조리극으로 오튼의 가장 중요한 작품 중 하나로 꼽힌다. 정신병원을 배경으로 벌어지는 일련의 소동을 다루고 있다.

## 개요
＜미친 사람들＞은 조 오튼의 2막 코미디다. 오튼의 유작으로 1968년 장례식 때 약식으로 공연된 것을 제외하면 1969년 3월 5일 런던 퀸스 극장에서의 공연이 초연이라 할 수 있다.
정신과 박사 프렌티스는 비서직에 입사하길 희망하는 매력적인 여성 제럴딘을 유혹하기 위해 면접을 핑계로 그녀에게 무리한 요구를 해 댄다. 프렌티스 부인 역시 호텔 보이 닉의 유혹에 넘어간 뒤 그의 협박에 못 이겨 닉에게 병원 비서직을 약속한 상태다. 여기에 경찰 수사, 랜스 박사가 주도하는 정부 조사가 진행되면서 프렌티스 박사의 거짓말은 점점 수습하기 어려운 지경에 이른다.
1969년 퀸스 극장에서의 초연 이후 1975년 로열코트 극장에서 리바이벌되었으며 이후로도 수차례 재공연되었다.
1964년 데뷔해 1967년 사망한 오튼은 짧은 극작 경력에도 매우 인상적인 작품들을 발표했는데 단기간에 화제성 있는 블랙코미디로 관객들을 사로잡았다. 오튼의 작품들은 어둡지만 우스꽝스러운 냉소가 가득하다는 특징이 있는데 ＜미친 사람들＞이 대표적이다.